# غاري بيرد
غاري بيرد (بالإنجليزية: Gary Beard)‏ هو مهندس مدني ومهندس وسياسي أمريكي، ولد في 7 أبريل 1956. حزبياً، نشط في الحزب الجمهوري. وقد انتخب عضو مجلس نواب لويزيانا.